# .gi
Pour les articles homonymes, voir GI.
.gi est le domaine de premier niveau national (country code top level domain : ccTLD) réservé à Gibraltar. Il est introduit le 5 décembre 1995 et est exploité par Sapphire Networks. En raison de la coïncidence de l'abréviation, les domaines .gi sont également utilisés en Espagne, pour désigner les sites de la province de Gérone (en catalan : Girona ).

## Domaines de second niveau
Le domaine de premier niveau .gi est divisé en six domaines de second niveau :
- .com.gi – Entités commerciales
- .ltd.gi – Sociétés enregistrées
- .gov.gi – Ministères, organismes gouvernementaux de Gibraltar et organisations associées financées par le gouvernement
- .mod.gi – Services du ministère de la Défense de Gibraltar
- .edu.gi – Établissements d'enseignement
- .org.gi – Organisations non commerciales

## Utilisation à Gérone
En raison de la coïncidence dans l'abréviation, le .gi a été utilisé pour certains domaines officiels de la ville espagnole de Gérone, Girona en espagnol. Cette utilisation a commencé avant la création du .cat en raison de la réticence de nombreux Catalans à utiliser le domaine .es. Plus tard, des règles ont été établies pour empêcher de nouveaux enregistrements de deuxième niveau par des entités non liées à Gibraltar.